# مردقوش راموني
المردقوش الراموني (باللاتينية: Origanum ramonense) نوع نباتي من جنس المردقوش الذي يتبع الفصيلة الشفوية.

## الموئل والانتشار
موطنه بلاد الشام.